# Fußgängernavigation
Fußgängernavigation ist die Bezeichnung für die Routenführung mit einem mobilen Navigationsgerät für Fußgänger.
Im Vergleich zur Autonavigation sind Fußwege, Fußgängerzonen, Parks und Plätze neben Verkehrsstraßen in der Routenberechnung berücksichtigt und werden miteinbezogen. Dazu werden zum Teil die Geodaten neu generiert und an die Erfordernisse der Zielgruppe angepasst. Fußgänger unterscheiden sich in ihrem Verhalten gegenüber Autofahrern in der Bewegung und Suche nach dem geeigneten Weg. Der kürzeste oder schnellste Weg steht bei Fußgängern nicht immer im Vordergrund. Für ihn ist eine bestmögliche Verknüpfung einzelner Zielpunkte entscheidend. Geschäfte, Restaurants oder eine attraktive Umgebung sind für ihn wichtige Kriterien bei der Routenwahl. Nützliche Erweiterungen der Fußgängernavigation gibt es durch Points of Interest (POI) oder die Location Based Services. Mit Hilfe von POIs, die auf das Navigationsgerät geladen werden, findet der Fußgänger beispielsweise Museen, Restaurants oder Eislaufbahnen in seiner Nähe und kann sich zu diesen führen lassen. Location Based Services, auch standortbezogene Dienste genannt, können ebenfalls in die Navigation integriert werden. Eine weitere hilfreiche Option bei der Fußgängernavigation ist die Einbindung des öffentlichen Verkehrsnetzes in die Navigation. So kann man sich in Verbindung mit U-Bahn, Tram oder Bus an seinen Zielort leiten lassen.